# Campeonato de Primera División 1937 (Venezuela)
El Campeonato de Primera División de Venezuela de 1937 fue la XVIIª edición del torneo en su era amateur. El campeón de este torneo fue el Dos Caminos Sport Club, llegando de segundo el guaireño Litoral FC.

## Historia
Dos Caminos alcanzó su segundo trofeo de manera consecutiva y Litoral OSP quedó segundo a muy poca distancia. En la inauguración hubo empate 4-4 entre Unión Sport Club y Dos Caminos Sport Club. 
Debido a la Guerra Civil Española (1936-39), el Deportivo Español estuvo a punto de desaparecer y terminó jugando en la segunda categoría. Litoral OSP, subcampeón del torneo local pero campeón de la Copa Venezuela, se había reforzado con Ezequiel Machado, los hermanos Méndez, Félix García, "Morenito" y Carlucho Gásperi. 
En septiembre de 1937 se produjo la primera visita de un equipo argentino a Venezuela: Independiente de Rivadavia Mendoza, campeón de la provincia de Mendoza, que jugó cuatro partidos en Caracas. Sólo perdió un juego, 2-0 versus Dos Caminos, pero ganó los otros tres. 
El 5 de octubre se produjo la afiliación de la Liga Venezolana de Fútbol (LVF) a la FIFA gracias a las gestiones del presidente de la LVF, el doctor Julio Bustamante, y de los delegados Van Kesteren y Franco. La Federación de Costa Rica sirvió como padrino para la afiliación de Venezuela. Los documentos que recibió la FIFA fueron enviados a través del sistema cablegráfico y siempre con la palabra "Urgente", según reseñó en distintas oportunidades el diario La Esfera. 